# 천보총

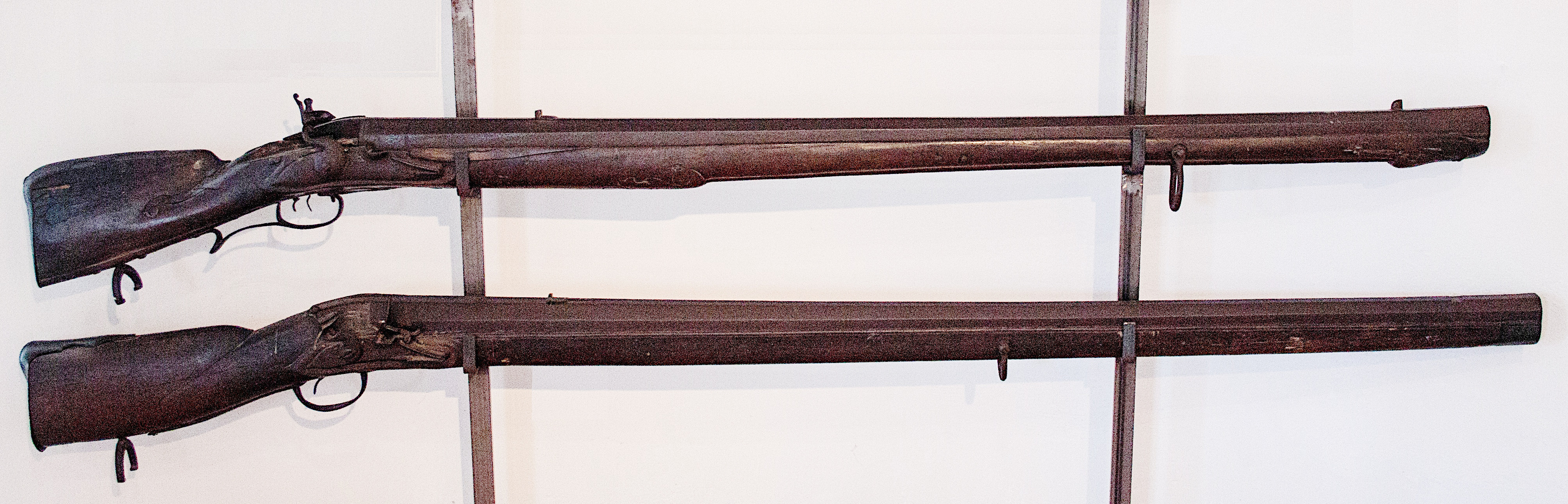

천보총(千步銃)은 조선 숙종때 군기시 소속의 박영준(朴永準)이 개발한 총으로 기존의 조총보다 사거리가 긴 화승총이다. 최대사거리가 1,000보(步, 1800 m)라 하여 천보총이라 불렀다. 당시 조총들의 최대사거리는 대부분 100보(180 m)를 넘지 못했다.
천보총은 최대사거리가 약 900보(1620 m), 유효사거리가 500보(900 m)에 이르며 대조총(大鳥銃)과 달리 야전에서 휴대하여 사격하기에 편리하였다.

## 역사
1725년(영조 1년)에는 박영준(朴永準)의 아들 박지번(朴枝蕃)에게 다시 천보총을 제작하게 하였다. 1729년(영조 5)에는 수어청 소속이었던 윤필은(尹弼殷)이 제작한 천보총을 훈련도감에게 보내어 대량생산하게 하였다. 1808년(순조 8년) 만기요람에는 훈련도감이 8,239자루의 조총을 보유하였다고 기록하고 있는데, 그 종류는 다음과 같다.
- 행용총 7,946자루
- 별조총 154자루
- 장조총 50자루
- 삼층화문 1자루
- 대조총 56자루
- 동사대조총 32자루
- 흑골조총 1자루
- 천보총 4자루

구한 말 조선의 의병들은 천보총을 사용하여 일제의 신식 소총인 30년식 보병총(볼트액션 소총), 38식 보병총(볼트액션 소총)에 대적하기도 했다.

## 같이 보기
- 조총
- 훈련도감